# Orzech (botanika)
Orzech (nux) – rodzaj suchych owoców zamkniętych (niepękających), jednonasiennych (rzadko dwunasiennych), odpadających od rośliny matecznej w całości. Często dla owoców o niewielkich rozmiarach używa się równoważnej nazwy orzeszek. Mają one twardą, zdrewniałą owocnię, niezrośniętą z nasieniem.
Odpadanie ułatwia specjalna tkanka oddzielająca, której pozostałością jest np. tarczka u leszczyny (Corylus), podobnie jest u jaskrów (Ranunculus) i gryki (Fagopyrum). U innych roślin drzewiastych orzech (prawie zawsze pojedynczy) otoczony jest przez kupulę, powstałą z przekształconych przylistków. Tak jest u buka (Fagus), dębu (Quercus) czy kasztana (Castanea). Wiele orzechów zaopatrzonych jest w wytwory ułatwiające rozsiewanie, np. szczecinki lotne u kozłka (Valeriana), błoniaste skrzydełka u wiązu (Ulmus), tkankę zawierającą powietrze i ułatwiającą pływanie u olszy (Alnus) albo zagięte kolce u niektórych gatunków jaskrów (Ranunculus).
Przykładem owocostanów złożonych z orzeszków są kłębki buraka.
Specjalny przypadek przedstawiają te orzechy, których owocnia i łupina nasienna zrośnięte są razem. Dolny owoc charakterystyczny jest dla większości astrowatych (Asteraceae), który najczęściej nazywany jest niełupką (achaenium) oraz górny owoc wiechlinowatych (Poaceae), zwany ziarniakiem (caryopsis).

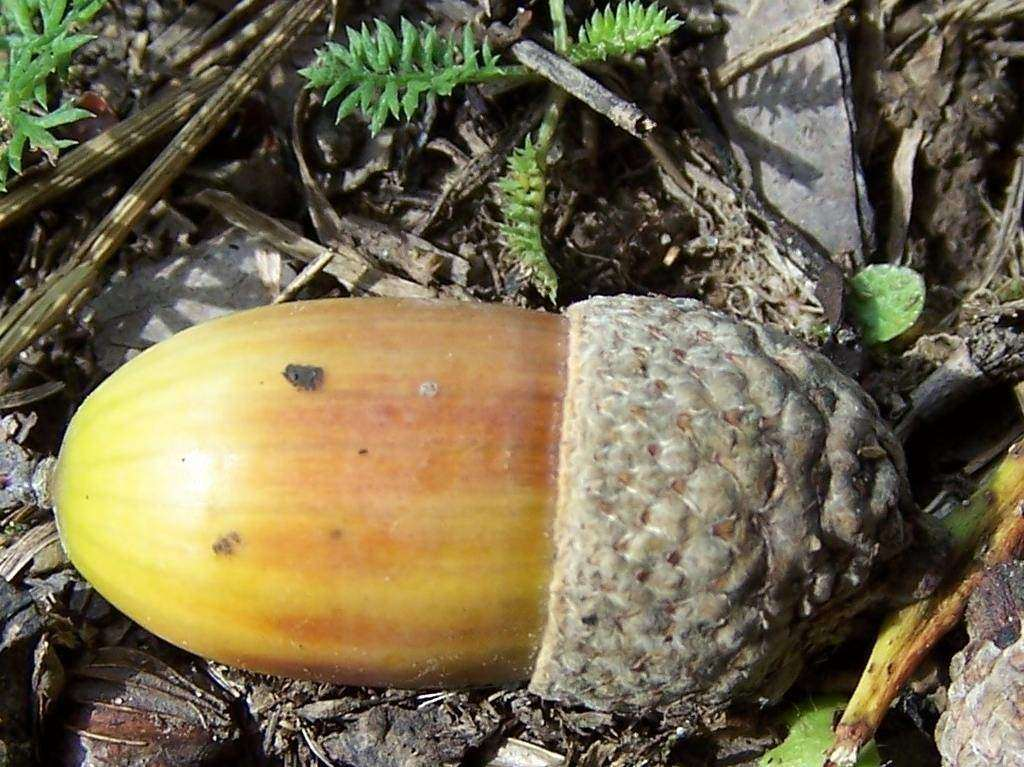
Orzech dębu szypułkowego, potocznie zwany żołędziem
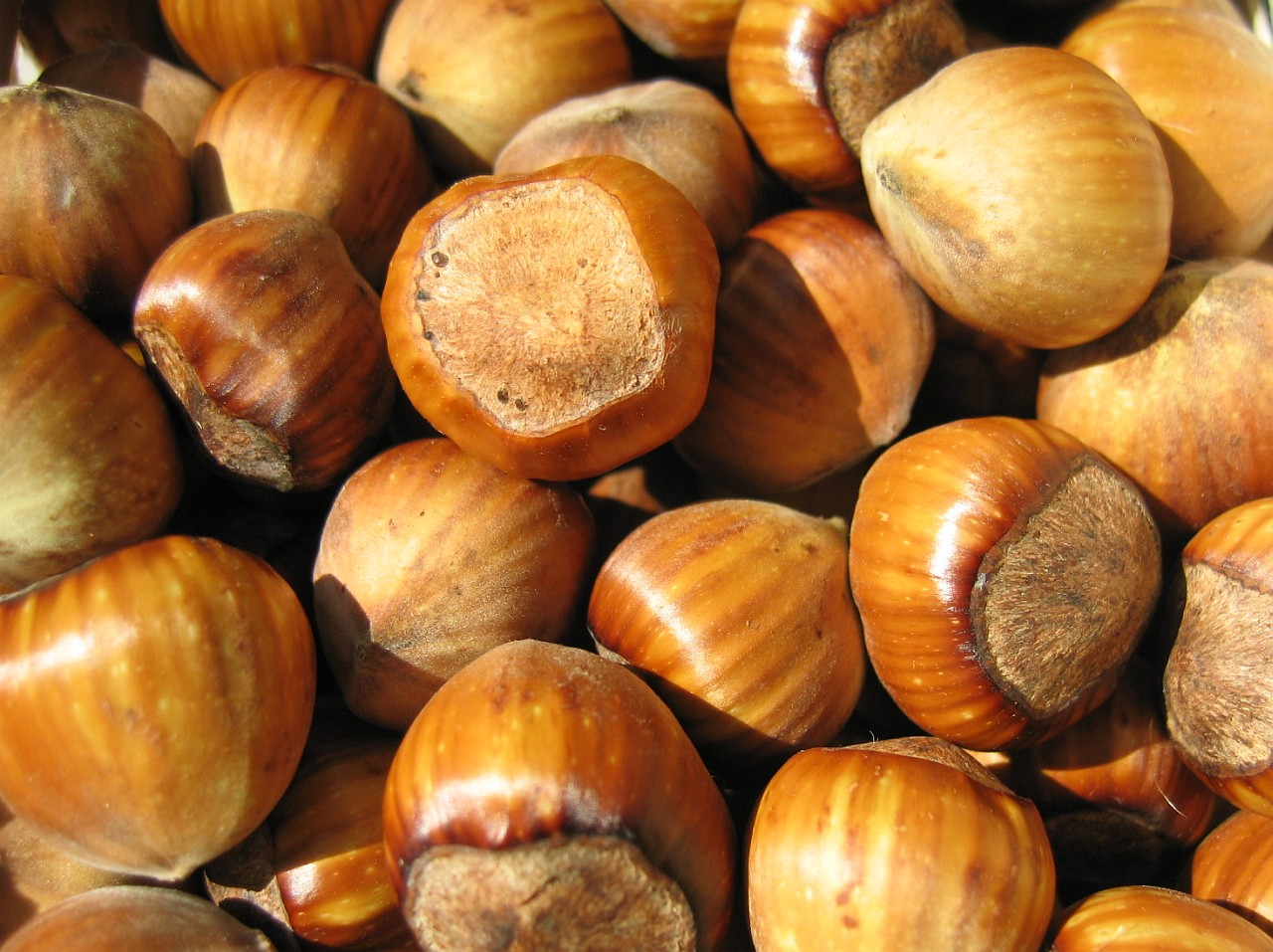
Orzechy leszczyny
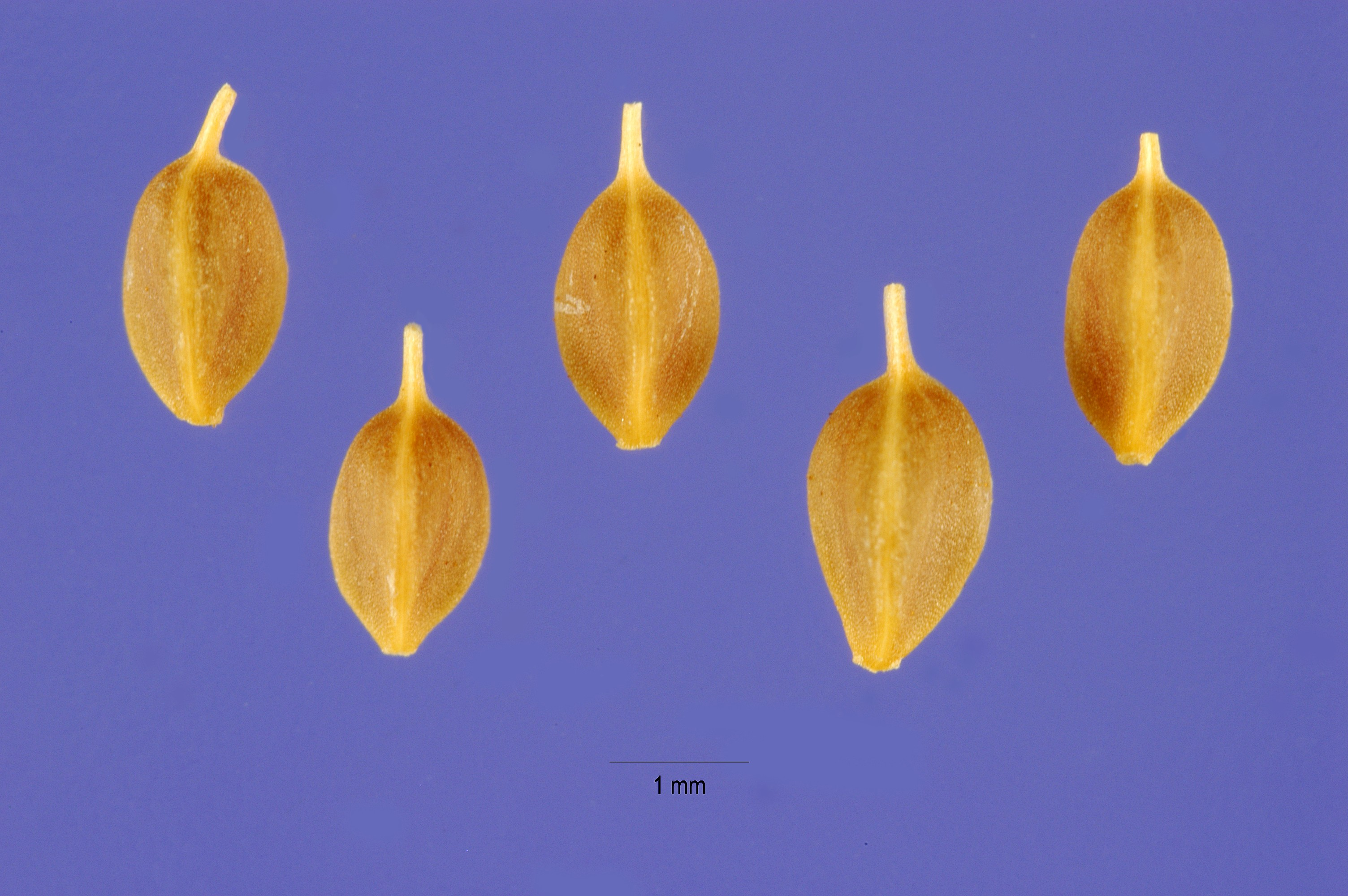
Orzeszki turzycy dzióbkowatej zamknięte w pęcherzykach
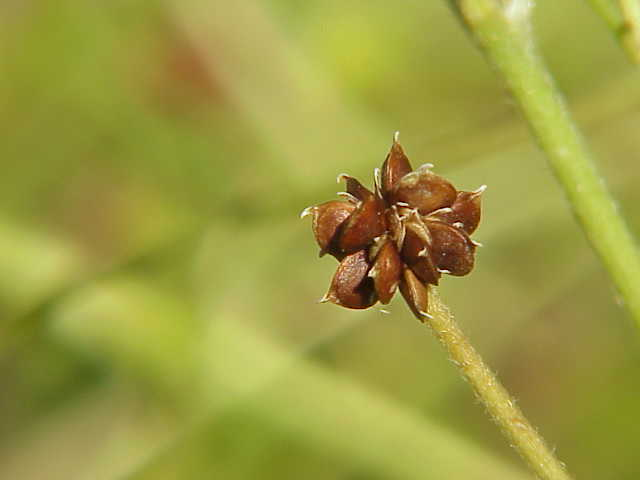
Orzeszki jaskra ostrego